# Andrea Prell
Andrea Prell (* 17. November 1975) ist eine deutsche Politikerin der SPD. Sie ist seit 2022 Abgeordnete im niedersächsischen Landtag.

## Leben und Beruf
Prell schloss ihre Schullaufbahn 1995 mit dem Abitur ab. Sie begann danach eine Ausbildung zur examinierten Pflegefachkraft im Schulzentrum für Krankenpflegeberufe am Krankenhaus Siloah in Hannover. Dort war sie nach ihrem Abschluss als Krankenschwester auf der internistischen Station tätig. Ihr Schwerpunkt lag zunächst auf Gastroenterologie, nach ihrer ersten Elternzeit wechselte sie zur Kardiologie. Nach ihrer zweiten Elternzeit wechselte sie 2005 in die ambulante Pflege der DRK-Sozialstation Gronau-Duingen, in der sie zehn Jahre tätig war. Anschließend wechselte sie ins DRK-Pflegeheim in Banteln. Seit 2018 war sie auf der Dialysestation in Alfeld tätig, einer Zweigstelle des MVZ Vincentinum des Bernward-Krankenhauses Hildesheim. Diese Tätigkeit übte sie bis zu ihrer Wahl in den Landtag aus.
Prell ist verheiratet und Mutter einer Tochter (* 2000) und eines Sohnes (* 2004). Sie wohnt in Coppengrave.

## Politik
Prell zog 2006 in den Rat der damaligen Gemeinde Coppengrave ein. Im Jahr 2011 wurde sie vom Rat zur stellvertretenden Ortsbürgermeisterin gewählt, im Januar 2015 schließlich zur Bürgermeisterin. Sie war das letzte Oberhaupt der eigenständigen Gemeinde Coppengrave, die zum 1. November 2016 in der neuen Gemeinde Duingen aufging. Auch dort gewann sie ein Mandat im Gemeinderat. Sie ist stellvertretende Bürgermeisterin des Fleckens Duingen sowie Bürgerbeauftragte für Coppengrave. Ferner gehört sie dem Rat der Samtgemeinde Leinebergland an und ist dort Ratsvorsitzende. Auch dem Kreistag des Landkreises Hildesheim gehört sie an.
Bei der Landtagswahl 2022 gewann Prell das Direktmandat im Wahlkreis Alfeld und zog in den Landtag ein.